# Barbapapa en famille
Pour les articles homonymes, voir Barbapapa (homonymie).
Barbapapa en famille (Barbapapa with Family) est une série télévisée d'animation française en 2 saisons de 53 épisodes de 10 ou 11 minutes, adaptée de l'univers de Annette Tison et Talus Taylor, par Alice Taylor et Thomas Taylor (descendants des créateurs) et diffusée depuis le 10 novembre 2019 sur TF1.
La série est également diffusée sur Nickelodeon Junior depuis le 1er février 2021. À partir de novembre 2023, une deuxième saison de 53 épisodes est diffusée sur TF1.

## Distribution
- Bruno Magne : Barbapapa
- Nathalie Karsenti : Barbamama
- Youna Noiret : Barbidur
- Lucille Boudonnat : Barbotine
- Kaycie Chase : Barbalala
- Emmylou Homs : Barbidou
- Fily Keita : Barbibul
- Adeline Chetail : Barbabelle
- Marie Facundo : Barbouille
- Bernard Alane : le narrateur et Strict
- Jérémy Prévost : Roy
- Version française :
  - Société de doublage : Normaal (Standaard)
  - Direction artistique : Nathalie Homs

## Production

### Fiche technique
- Titre français : Barbapapa en famille
- Création : Anette Tison et Talus Taylor
- Réalisation : Alice Taylor et Thomas Taylor
- Scénario : Alice Taylor et Thomas Taylor
- Direction artistique : Alice Taylor et Thomas Taylor
- Musique : Laurent Bauer
- Production : Alexis Lavillat
- Sociétés de production : Normaal
- Sociétés de distribution : Festivaal Distribution
- Pays d'origine :  France
- Langue originale : français
- Format : couleur - HDTV - 16/9 - Dolby Digital 5.1
- Genre : Série d'animation, Aventure, Comédie
- Nombre de saisons : 2
- Nombre d'épisodes : 53 (saison 1) et 53 (saison 2)
- Durée : 10 ou 11 minutes
- Dates de première diffusion :
  - France : 10 novembre 2019

## Épisodes

### Saison 1
1. Barbidur n'est pas en forme
2. De la graine au pain
3. Le grand nettoyage de printemps
4. Patience Barbadur...
5. Bababam
6. Les Barbamartiens
7. Le monde des barbabébés
8. Dur, Barbidur
9. Barbidou ne sait pas dire non
10. De pépins en pépins
11. Histoire de relais
12. Où est Bali ?
13. L'arbre de Barbapapa
14. La tablette
15. Boris
16. Trop trop la classe
17. Né pour être sauvage
18. Le plus tendre des liens
19. Les Barbapapa des cavernes
20. Père Noël !
21. Merveilleuses moustaches
22. La chasse au trésor
23. La belle et les cochons
24. Les sept aliments
25. Barbafarce !
26. L'empire orange
27. Vivre dans la nature
28. Le sosie
29. Un portrait au poil
30. Le loup d'Halloween
31. Pour Maman
32. Le Hoquisme
33. Même pas cap !
34. Quand je serai grand
35. Détective Barbirlock
36. Les petits monstres
37. Mes mignoux gouzoux
38. L'herbe est toujours plus verte ailleurs
39. La bagarre
40. Que justice soit faite
41. Barbacarambolage
42. L'anniversaire des Barbabébés
43. Barba TV
44. Roy
45. La vilaine poule géante
46. Promis papa
47. Barbibul a un secret
48. L'océan fuchsia
49. Le muséum
50. Zéro déchet
51. L'estomac sur pattes
52. Silence s'il vous plait
53. La croyance

### Saison 2
1. La naissance
2. La révélation
3. La famille de Barbapapa
4. La maison de Barbapapa
5. Je soulèverai le monde
6. Le paf
7. Le sable se fait la malle
8. Princesse d'un jour
9. L'odyssée de Barbidur
10. Un biodésastre
11. Rêves et illusions
12. Une dernière et au dodo
13. Apprentis rêveurs
14. Les petites bestioles
15. Ah! Mon beau château
16. Bbarbalalalalalala
17. Le journal de Barbidou
18. Club privé
19. L'invasion
20. Le Louvre
21. Grand reporter
22. Les algues vertes
23. La guerre des canulars
24. Gaffe à Barbibul
25. Milliardaires
26. Les décodeurs
27. Le jour des contraires
28. Laissez couler
29. Paysages en papier
30. Bouillon d'inventions
31. Cowgirl
32. La colonie de vacances I
33. La colonie de vacances II
34. Enfant des étoiles I
35. Enfant des étoiles II
36. Décide toi Barbidou
37. Où es-tu Tototutu
38. Je ne suis plus un Barbabébé
39. Choupinette
40. Activités sans écran
41. Robemballeur
42. Les Barbabébés ont du talent
43. Vandale!
44. Bien vivre ensemble
45. Bobo
46. Glup Glup Ahaaa
47. Rebelles
48. La troupe des marionnettes
49. Barbascience
50. Sauvons les coraux
51. Tri-quiproquo
52. Dévoreur de montagne
53. C'est la rentrée!